# Festival bunjevački’ pisama 2020.
Festival bunjevački’ pisama 2020., dvadeseto izdanje tog festivala. 
Organizator je Hrvatska glazbena udruga "Festival bunjevački pisama". Online snimanje bilo je 14. rujna 2020. u restoranu Majur na Kelebiji. Velikim tamburaškim orkestrom HGU Festivala bunjevački pisama dirigirala je Mira Temunović. Tehničku potporu činili su Zvonimir Sudarević sa suradnicima. Sradnici na realizaciji projekta Vojislav Temunović i Nemanja Temunović. Emitiranje je predviđeno za nedjelju 4. listopada u 19 h na K23 i internet portalu.
Stručno prosudbeno povjerenstvo bili su: Nataša Kostadinović, Tamara Štricki Seg, Milica Lerić, Milan Pridraški, Goran Ivanović-Lac
Voditelji Festivala: Ksenija Ivanković Radak i Darko Temunović
Glasovanje: 
Izvođače je pratio Veliki tamburaški orkestar Hrvatske glazbene udruge Festival bunjevački pisama pod ravnanjem prof. Mire Temunović.
Na natječaj je stiglo ... kompozicija, a stručno povjerenstvo odabralo je najbolje koje su i izvedene. Najavljeni izvođači bili su: 
Stručnji ocjenjivački sud dodijelio je nagrade za skladatelje:
- Prva nagrada:  Sebastijan Kantur za Neće Dunav zbog nas stati (tekst Ninoslav Radak, izvođač Ansambl „Ruže“)
- Druga nagrada: Snežana Kujundžić za Zbog tebe jesam
- Treća nagrada: Magdalena Temunović za Ja sam cura panonske ravnice'

Najbolja pjesma po izboru publike: Magdalena Temunović za autorsku pjesmu Ja sam cura panonske ravnice
Nagrada za najbolji do sada neobjavljeni tekst po izboru posebnog stručnog žirija:  Ninoslav Radak za pjesmu Neće Dunav zbog nas stati
Nagrada za najbolji aranžman: Ansambl Ruže za pjesmu Neće Dunav zbog nas stati te Tomislav Vukov i Marinko Piuković za pjesmu Salaš kao svjetionik
Nagrada stručnog žirija za najbolju interpretaciju: Davor Knežević i Sebastijan Kantur
Nagrada za najboljeg debitanta: Davor Knežević